# 리자 라피라
리자 라피라(Liza Lapira, 1981년 12월 3일 ~ )는 미국의 배우이다.

## 출연 작품

### 영화
- 뉴욕의 가을
- 분노의 질주: 더 오리지널[1]
- 어 리틀 썸씽 포 유어 버스데이

### 드라마
- 두 여자의 위험한 동거
- 두 여자의 위험한 동거 2